# Selección de béisbol de Sudáfrica
La Selección de béisbol de Sudáfrica es el equipo oficial que representa a Sudáfrica en eventos internacionales de béisbol. En el 2009, el equipo se ubicó en el puesto 19 de la clasificación mundial de la IBAF.

## Palmarés
- Juegos Panafricanos: 2

1999, 2003

## Participaciones

### Clásico Mundial de Béisbol
| World Baseball Classic record | World Baseball Classic record | World Baseball Classic record | World Baseball Classic record | World Baseball Classic record | World Baseball Classic record | World Baseball Classic record | World Baseball Classic record |                      | Eliminatoria         | Eliminatoria         | Eliminatoria         | Eliminatoria         | Eliminatoria |
| Año                           | Sede(s)                       | Ronda                         | Pos.                          | G                             | P                             | CA                            | CR                            | Sede                 | G                    | P                    | CA                   | CR                   |              |
| ----------------------------- | ----------------------------- | ----------------------------- | ----------------------------- | ----------------------------- | ----------------------------- | ----------------------------- | ----------------------------- | -------------------- | -------------------- | -------------------- | -------------------- | -------------------- | ------------ |
| 2006                          | Estados Unidos                | Primera Ronda                 | 16.º                          | 0                             | 3                             | 12                            | 38                            | No hubo eliminatoria | No hubo eliminatoria | No hubo eliminatoria | No hubo eliminatoria | No hubo eliminatoria |              |
| 2009                          | México                        | Primera Ronda                 | 16.º                          | 0                             | 2                             | 4                             | 22                            | No hubo eliminatoria | No hubo eliminatoria | No hubo eliminatoria | No hubo eliminatoria | No hubo eliminatoria |              |
| 2013                          | No clasificó                  | No clasificó                  | No clasificó                  | No clasificó                  | No clasificó                  | No clasificó                  | No clasificó                  | Estados Unidos       | 1                    | 2                    | 11                   | 22                   |              |
| 2017                          | No clasificó                  | No clasificó                  | No clasificó                  | No clasificó                  | No clasificó                  | No clasificó                  | No clasificó                  | Australia            | 2                    | 2                    | 22                   | 19                   |              |
| Total                         | 2/4                           |                               |                               | 0                             | 5                             | 16                            | 60                            |                      | 3                    | 4                    | 33                   | 41                   |              |